# Kaapo Kakko
Kaapo Kakko (né le 13 février 2001 à Turku, en Finlande) est un joueur professionnel finlandais de hockey sur glace.

## Style de jeu
Le jeu de Kakko a été décrit comme étant principalement offensif. Il a été décrit comme un pointeur ou comme un meneur de jeu. De plus, il a été décrit comme ayant un rythme de jeu rapide et étant créatif dans la zone offensive.

## Biographie

### Carrière en club
Formé au TPS, Kakko fait son parcours junior avec cette équipe. Durant la campagne 2017-2018, il fait ses débuts professionnels dans la Liiga avec cette même équipe. En prévision du repêchage d'entrée dans la LNH 2019, Kakko retient l'attention et est qualifié de meilleur espoir international à la mi-saison, solidifiant ainsi sa position avec Jack Hughes et Vassili Podkolzine comme les meilleurs espoirs du repêchage, gagnant même du terrain sur Hughes qui était alors considéré jusque là comme étant dans une classe à part. Sa couverture médiatique dans l'année précédant son repêchage est principalement centrée sur une comparaison entre lui et Hughes. Cependant, Kakko reconnais à Hughes son meilleur coup de patin tandis que d'autre prédisent que la position de centre de Hughes lui donne l'avantage sur le Finlandais. Il est finalement repêché au deuxième rang, derrière Hughes, par les Rangers de New York. La saison 2018-2019 est également celle où Kakko devient un membre plus régulier de la formation sénior du TPS où il est le plus jeune joueur de l'équipe. À la fin de cette campagne, il remporte le trophée Jarmo-Wasama remit à la meilleure recrue du championnat. Le 11 juillet 2019, il signe un contrat d'entrée avec les Rangers.

### Carrière internationale
Il représente la Finlande au niveau international. Il remporte des médailles d'or avec l'équipe lors du championnat du monde moins de 18 ans de 2018 et le championnat du monde junior de 2019. Le 10 mai 2019, lors de son premier match en championnat du monde, Kakko trouve le fond du filet à deux reprises, une fois en échappée et une fois dans un filet désert, contre le Canada et son gardien Matt Murray. Dès le lendemain, Kakko inscrit son premier tour du chapeau en championnat du monde senior contre la Slovaquie. En février 2025, il participe à la Confrontation des 4 nations.

### Vie personnelle
Kakko fait partie des sportifs de haut niveau souffrant de diabète de type 1 et de la maladie cœliaque comme les joueurs de LNH Max Domi ou Luke Kunin,. 

## Statistiques

### En club
| Saison     | Équipe              | Ligue               |     | Saison régulière | Saison régulière | Saison régulière | Saison régulière | Saison régulière |   | Séries éliminatoires | Séries éliminatoires | Séries éliminatoires | Séries éliminatoires | Séries éliminatoires |
| Saison     | Équipe              | Ligue               | PJ  | B                | A                | Pts              | Pun              | PJ               | B | A                    | Pts                  | Pun                  |                      |                      |
| 2015-2016  | TPS U16             | Jr. C SM-sarja Q    | 8   | 3                | 7                | 10               | 2                | -                | - | -                    | -                    | -                    |                      |                      |
| 2015-2016  | TPS U16             | Jr. C SM-sarja      | 25  | 14               | 12               | 26               | 2                | 4                | 0 | 3                    | 3                    | 0                    |                      |                      |
| 2016-2017  | TPS U16             | Jr. C SM-sarja      | 0   | 0                | 0                | 0                | 0                | 2                | 2 | 1                    | 3                    | 2                    |                      |                      |
| 2016-2017  | TPS U18             | Jr. B SM-sarja      | 35  | 24               | 17               | 41               | 8                | 5                | 7 | 0                    | 7                    | 2                    |                      |                      |
| 2016-2017  | TPS U20             | Jr. A SM-liiga      | 7   | 0                | 4                | 4                | 0                | 3                | 0 | 1                    | 1                    | 0                    |                      |                      |
| 2017-2018  | TPS U18             | Jr. B SM-sarja      | 6   | 7                | 4                | 11               | 4                | 5                | 4 | 5                    | 9                    | 2                    |                      |                      |
| 2017-2018  | TPS U20             | Jr. A SM-liiga      | 38  | 25               | 30               | 55               | 16               | -                | - | -                    | -                    | -                    |                      |                      |
| 2017-2018  | TPS                 | Liiga               | 6   | 0                | 1                | 1                | 0                | -                | - | -                    | -                    | -                    |                      |                      |
| 2018-2019  | TPS                 | Ligue des champions | 5   | 2                | 0                | 2                | 2                | -                | - | -                    | -                    | -                    |                      |                      |
| 2018-2019  | TPS                 | Liiga               | 45  | 22               | 16               | 38               | 10               | 5                | 4 | 1                    | 5                    | 6                    |                      |                      |
| 2019-2020  | Rangers de New York | LNH                 | 66  | 10               | 13               | 23               | 14               | 3                | 0 | 0                    | 0                    | 0                    |                      |                      |
| 2020-2021  | Rangers de New York | LNH                 | 48  | 9                | 8                | 17               | 10               | -                | - | -                    | -                    | -                    |                      |                      |
| 2021-2022  | Rangers de New York | LNH                 | 43  | 7                | 11               | 18               | 10               | 19               | 2 | 3                    | 5                    | 2                    |                      |                      |
| 2022-2023  | Rangers de New York | LNH                 | 82  | 18               | 22               | 40               | 8                | 7                | 1 | 1                    | 2                    | 0                    |                      |                      |
| 2023-2024  | Rangers de New York | LNH                 | 61  | 13               | 6                | 19               | 24               | 15               | 1 | 1                    | 2                    | 0                    |                      |                      |
| Totaux LNH | Totaux LNH          | Totaux LNH          | 300 | 57               | 60               | 117              | 66               | 44               | 4 | 5                    | 9                    | 2                    |                      |                      |

### En équipe nationale
| Année     | Compétition                 |    | PJ | B  | A  | Pts | Pun | +/-             |  | Résultat |
| 2016-2017 | International-Jr U16        | 8  | 6  | 2  | 8  | 2   |     |                 |  |          |
| 2016-2017 | International-Jr U17        | 3  | 0  | 0  | 0  | 0   |     |                 |  |          |
| 2017-2018 | International-Jr U17        | 1  | 0  | 0  | 0  | 0   |     |                 |  |          |
| 2017-2018 | International-Jr U18        | 13 | 6  | 11 | 17 | 4   |     |                 |  |          |
| 2018      | Championnat du monde U18    | 7  | 4  | 6  | 10 | 2   | +8  | Médaille d'or   |  |          |
| 2019      | Championnat du monde junior | 7  | 2  | 3  | 5  | 0   | +2  | Médaille d'or   |  |          |
| 2018-2019 | International-Jr U20        | 18 | 4  | 10 | 14 | 2   |     |                 |  |          |
| 2018-2019 | International               | 18 | 6  | 5  | 11 | 2   | +10 |                 |  |          |
| 2019      | Championnat du monde        | 10 | 6  | 1  | 7  | 0   | +10 | Médaille d'or   |  |          |
| 2025      | Confrontation des 4 nations | 2  | 0  | 1  | 1  | 0   | 0   | Quatrième place |  |          |